# Herndon Monument

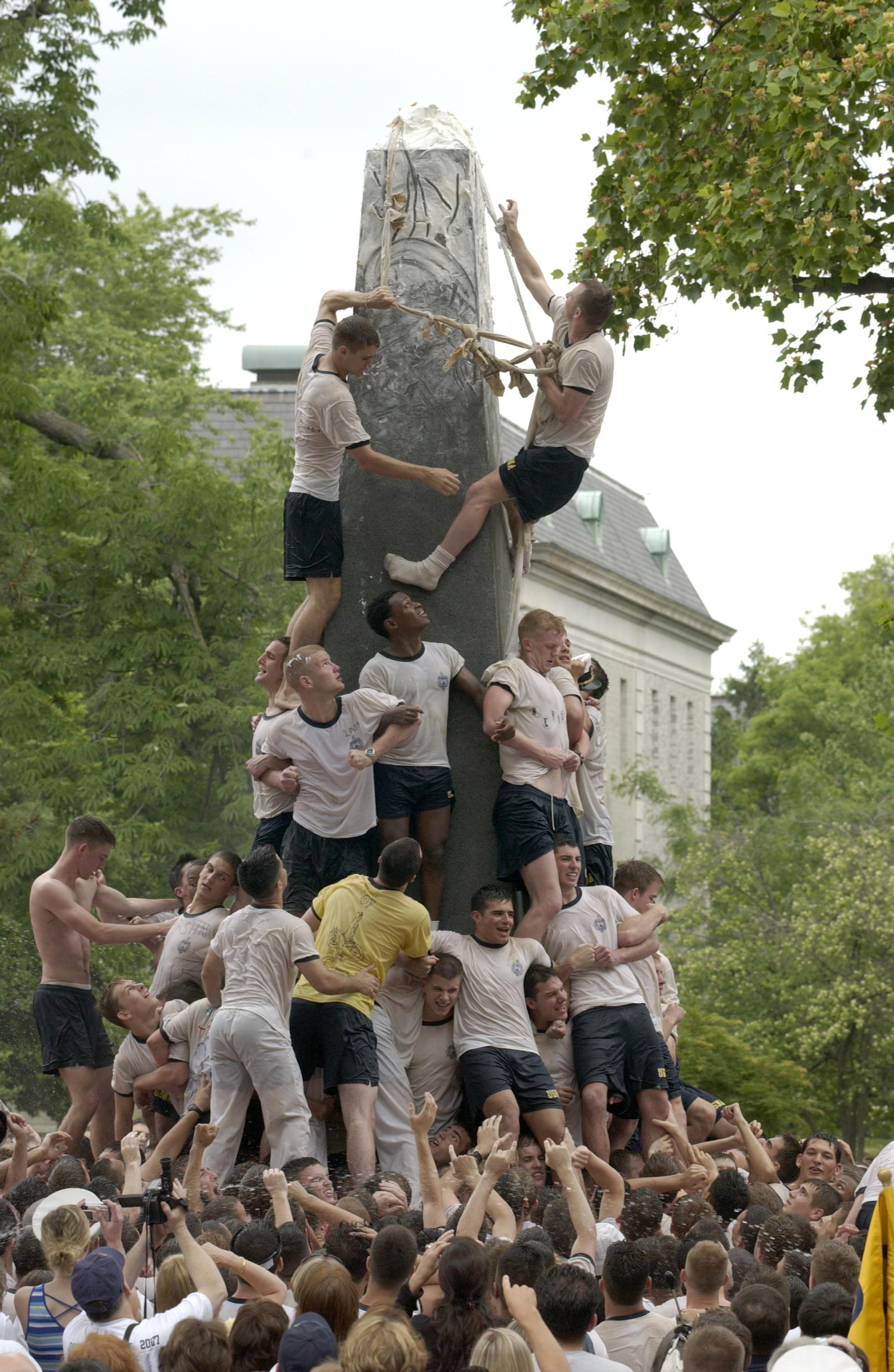
Die plebes-no-more-Zeremonie 2004

Das Herndon Monument ist ein rund 7 m hoher Obelisk auf dem Gelände der United States Naval Academy in Annapolis, Maryland. Er wurde zum Andenken an William Lewis Herndon errichtet, den Kapitän der Central America, der 1857 in einem Sturm auf der Brücke seines Schiffes unterging.
Heute ist das Denkmal vor allem für ein alljährlich im Mai stattfindendes Spektakel bekannt, mit dem die Rekruten (genannt plebes) der Akademie das Ende ihres ersten Studienjahres und ihre Beförderung zum Midshipman begehen. Am Vorabend dieser plebes-no-more-Zeremonie setzen ältere Kommilitonen, also bereits beförderte Offizieranwärter, dem Obelisken einen dixie cup hat (die traditionelle Kopfbedeckung eines plebes) auf und beschmieren das Denkmal mit zwei Zentnern Schmalz. Bei der Zeremonie müssen die plebes dann in möglichst kurzer Zeit die Spitze des Obelisken erklimmen und ihm die Mütze eines Midshipman aufsetzen. Während der Jahrgang 1965 nur rund drei Minuten für dieses Unterfangen benötigte, gelang dies den Rekruten 1995 erst nach über vier Stunden.